# Kostel svatého Stanislava (Úvaly)
Kostel svatého Stanislava v Úvalech u Valtic v okrese Břeclav je římskokatolický kostel zasvěcený sv. Stanislavu Kostkovi. Je filiálním kostelem farnosti Valtice. Kostel je chráněn jako kulturní památka.

## Historie

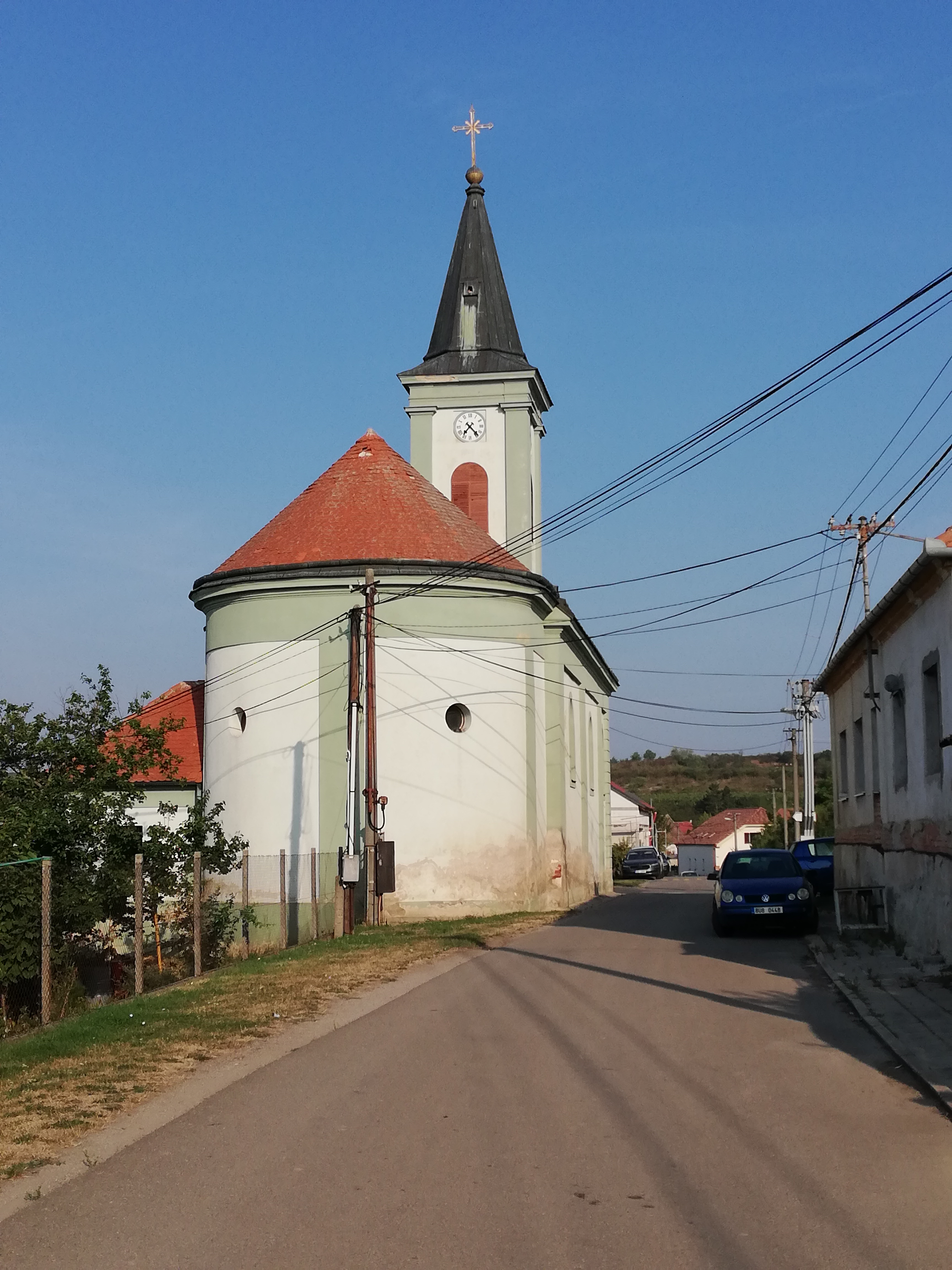
Pohled na kostel zezadu

Chrám byl vystavěn v klasicistním slohu roku 1883, kdy nahradil starší kapli z 40. let 19. století. Téhož roku byl také slavnostně vysvěcen. Roku 1993 byl již zchátralý kostel opraven a znovuvysvěcen.

## Vybavení
V kněžišti je nad hlavním oltářem zavěšen oltářní obraz, zobrazující sv. Stanislava Kostku. Na kůru se nacházejí varhany s barokní řezbou.

## Exteriér

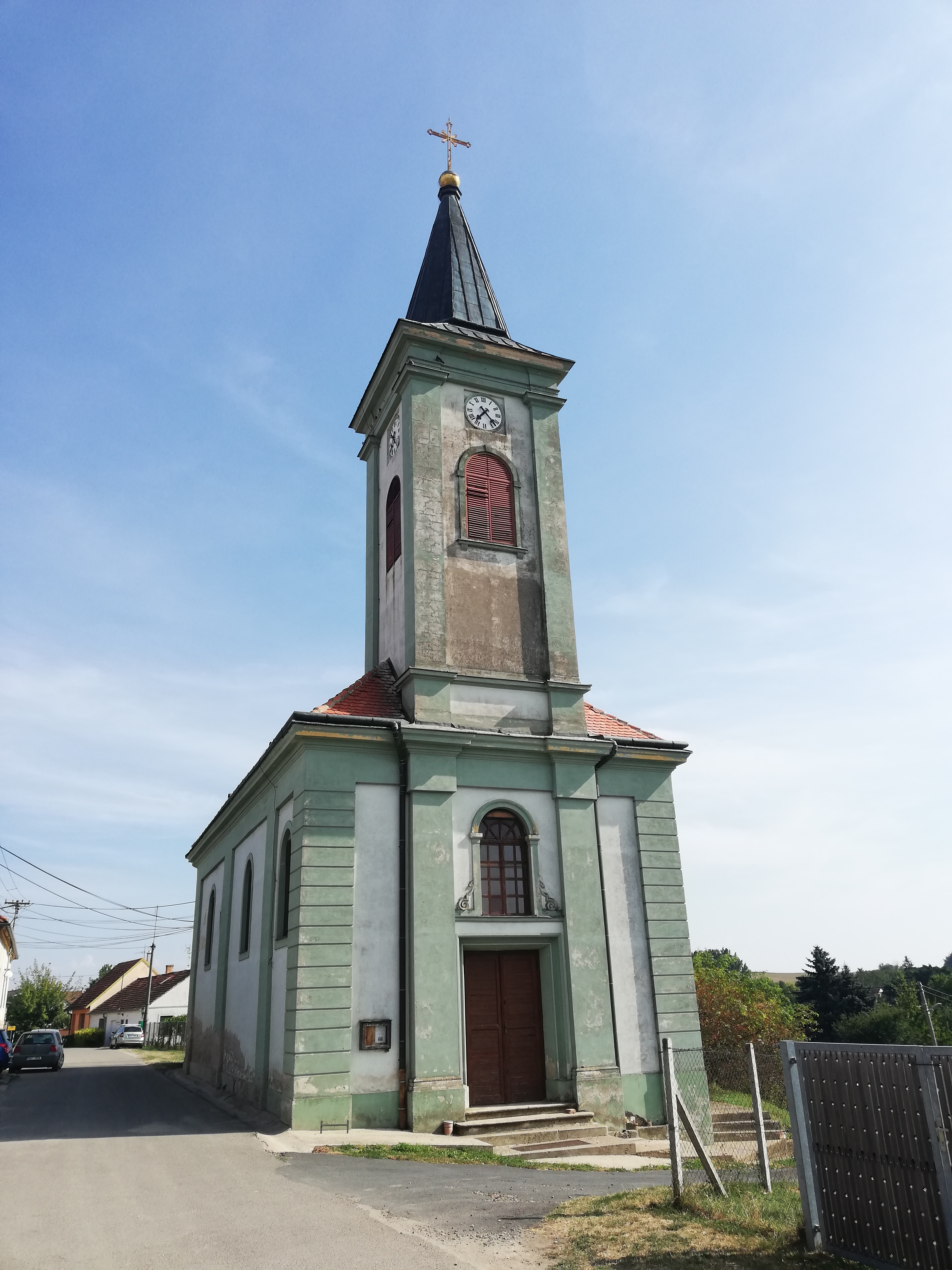
Čelní pohled na kostel

Kostel stojí na vyvýšeném místě v obci a tvoří tak její dominantu. Poblíž chrámu stojí též památkově chráněná kamenná socha sv. Krištofa. Nedaleko se nachází pomník obětem první světové války a litinový kříž, stojící na místě zrušeného hřbitova.

## Odkazy

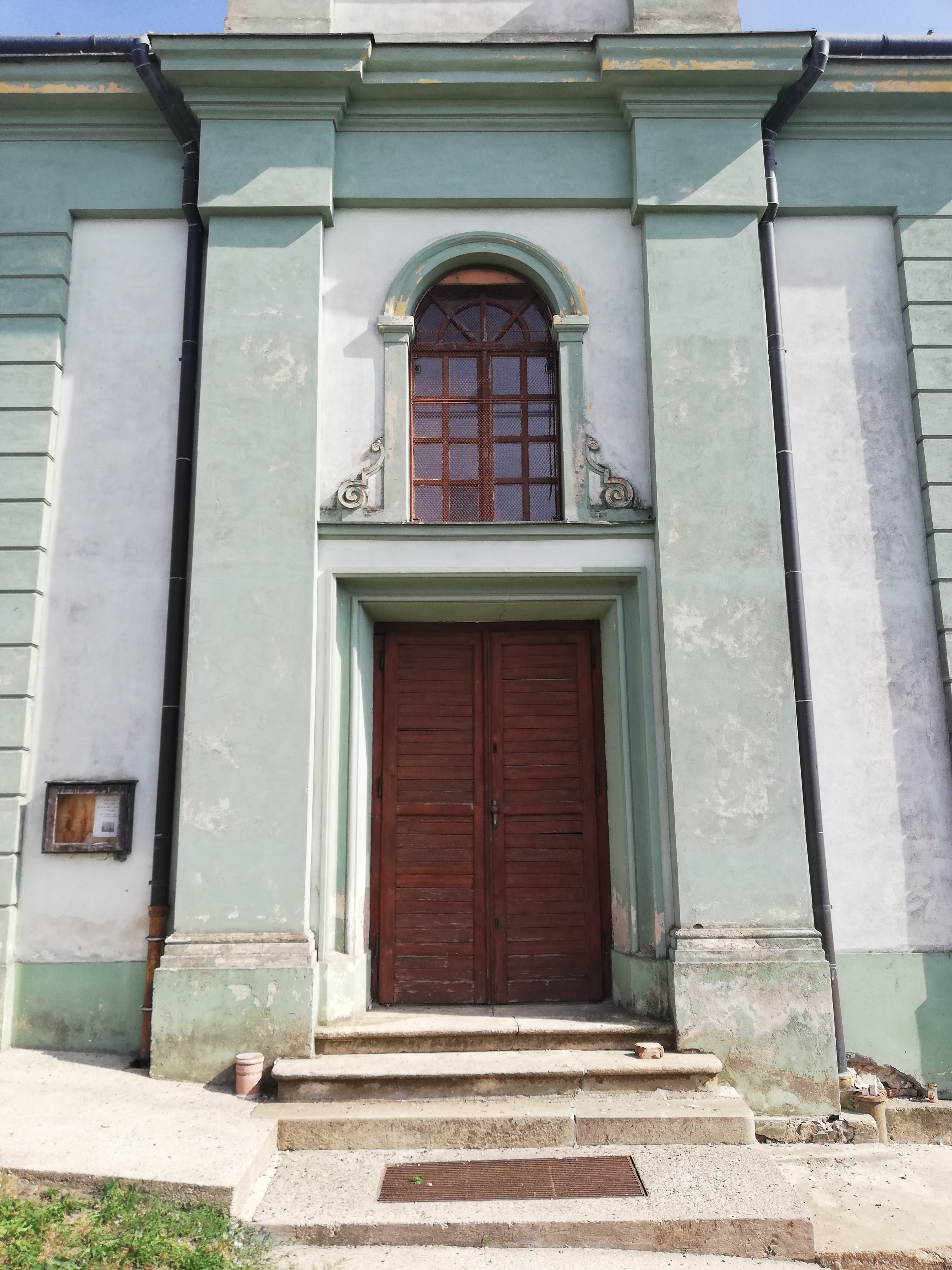
Vchod do kostela